# Aphrophora meridionalis
Aphrophora meridionalis är en insektsart som beskrevs av Géza Horváth 1907. Aphrophora meridionalis ingår i släktet Aphrophora och familjen spottstritar. Inga underarter finns listade i Catalogue of Life.